# أوتومات
صاروخ اوتومات (بالإنجليزية: Otomat) هو صاروخ سطح - سطح مضاد للسفن متوسط المدى إيطالي الصنع قادر على الوصول إلى نحو 180 كم بمتوسط سرعة 1،000-1،100 كم / ساعة 

## التطوير
الصاروخ أتومات، إنتاج مشترك بين كل من إيطاليا وفرنسا، في أوائل السبعينات من القرن الماضي، وهو صاروخ مضاد لسفن السّطح، بعيد المدى، يُدفع بمحرك نفاث، ويمكن إطلاقه من الجو، أو من على سفن السّطح، أو من منصة برية.
بدأت دراسات إنتاج هذا الصاروخ بين إيطاليا وفرنسا في عام 1967، وأنتج أول صاروخ تجريبي عام 1971، أما الإنتاج الكمي للصاروخ أتومات فلم يبدأ إلاّ في عام 1976.
اختلف تقييم كل من البحرية الفرنسية، والبحرية الإيطالية، للصاروخ. فقد رأي الفرنسيون أن الإنتاج الأول من الصاروخ كافٍ، ويحقق أغراض التصميم، بينما أصر الإيطاليون على تطوير الرأس الباحث للصاروخ؛ وأدت الرغبة الإيطالية إلى إنتاج الجيل الثاني من الصاروخ أتومات، التي تميزت بإضافة «الرقم 2» إلى اسم الصاروخ، والتي عرفت في البحرية الإيطالية باسم تيزيو Teseo، وهو نوع لم تسمح إيطاليا بتصديره؛ وتميز هذا الصاروخ المطور بزيادة مدى الصاروخ، وإمكانية تلقيه إشارات للتوجيه وتصحيح المسار، في مرحلة الطيران المتوسط.
يبدو الشكل الخارجي للصاروخ أوتومات مشابهاً لقذيفة الطوربيد، وهو مزود بأجنحة متعامدة في منتصف جسم الصاروخ، وكذلك جنيحات متعامدة عند مؤخرته، وينتهي كل جناح بهوائي لتلقي أوامر التوجيه؛ يخزن الصاروخ أوتومات على متن السفن، داخل حاوية مصنوعة من مادة الألياف الزجاجية، ويمكن تخزينه داخلها لمدة عام من دون الحاجة إلى أعمال الصيانة.
وحال إطلاق الصاروخ، يرتفع إلى 80 متر، ثم ينخفض إلى ارتفاع 20 متر فقط، ويظل على هذا الارتفاع حتى وصوله إلى الهدف المحدد. وخلال مرحلة الطيران المتوسطة، يوجه الصاروخ بالقصور الذاتي، ويعتمد على رادار قياس الارتفاع للمحافظة على ارتفاعه عن سطح الماء، أما المرحلة النهائية من الطيران، فيستخدم فيها باحث راداري مركب في رأس الصاروخ، لا يبدأ العمل، إلاّ على مسافة 12 كم من الهدف المحدد، وعندما يكتشف الباحث الراداري، أن المسافة بينه وبين الهدف قد أصبحت 5 كم فقط، فإنه يعطي الأوامر للصاروخ ليرتفع إلي 175 متراً، ليهاجم الهدف من الاتجاه الرأسي، الذي يتكون ـ عادة ـ من سطح أقل تدريعاً

## المستخدمون
القوات البحرية المصرية